# Richard Portman
Richard Portman (Los Angeles, 2 de abril de 1934 — Tallahassee, 28 de janeiro de 2017) é um sonoplasta estadunidense. Venceu o Oscar de melhor mixagem de som na edição de 1979 por The Deer Hunter, ao lado de William McCaughey, Aaron Rochin e Darin Knight.

## Filmografia selecionada
Portman ganhou um Oscar e foi indicado para mais dez:
Premiado
- The Deer Hunter (1978)[2]

Nomeado
- Kotch (1971)[3]
- The Godfather (1972)[4]
- The Candidate (1972)[4]
- Paper Moon (1973)[5]
- The Day of the Dolphin (1973)[5]
- Young Frankenstein (1974)[6]
- Funny Lady (1975)[7]
- Coal Miner's Daughter (1980)[8]
- On Golden Pond (1981)[9]
- The River (1984)[10]